# Leonid Dorenski
Leonid Dorenski (1910-1962) est un photographe photojournaliste russe.

## Biographie
Leonid Dorenski est connu comme photographe de la Grande Guerre patriotique. Il travailla pour RIA Novosti.

## Galerie

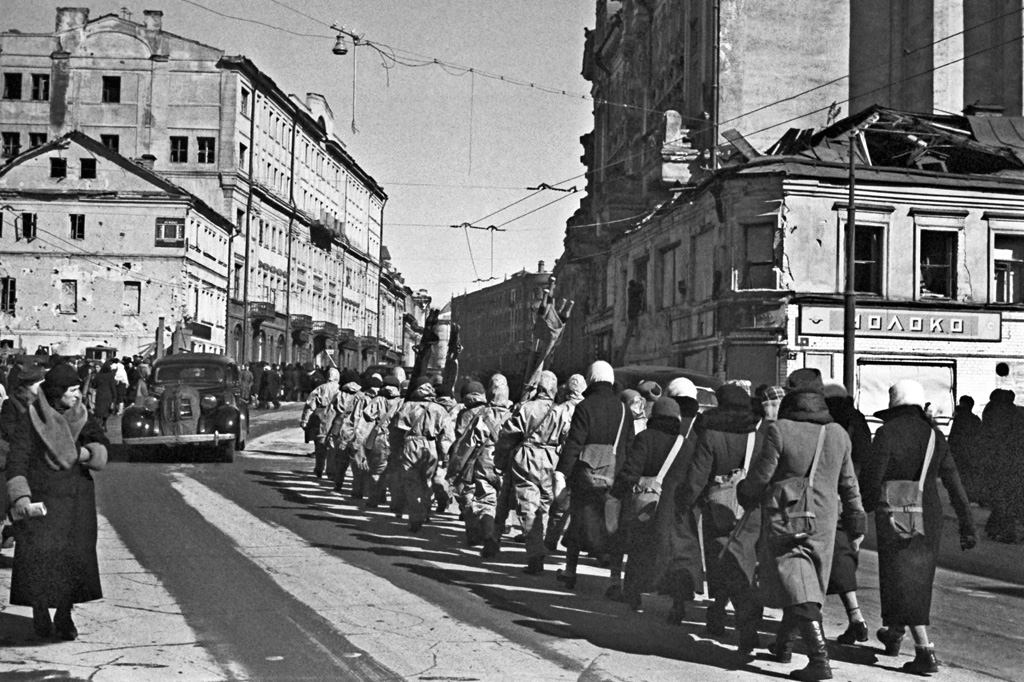
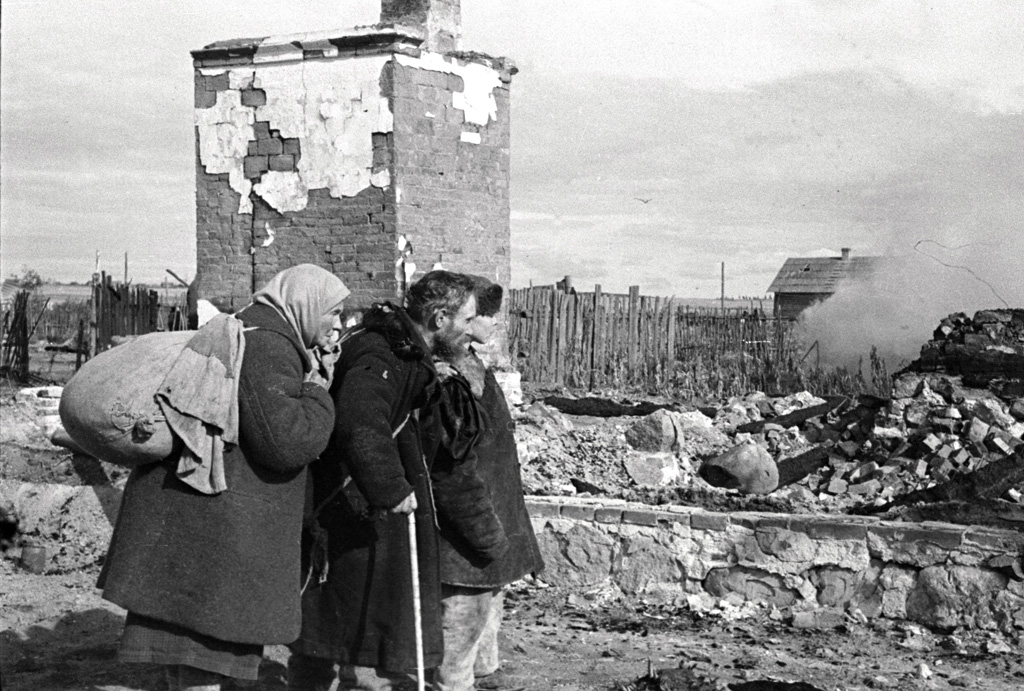
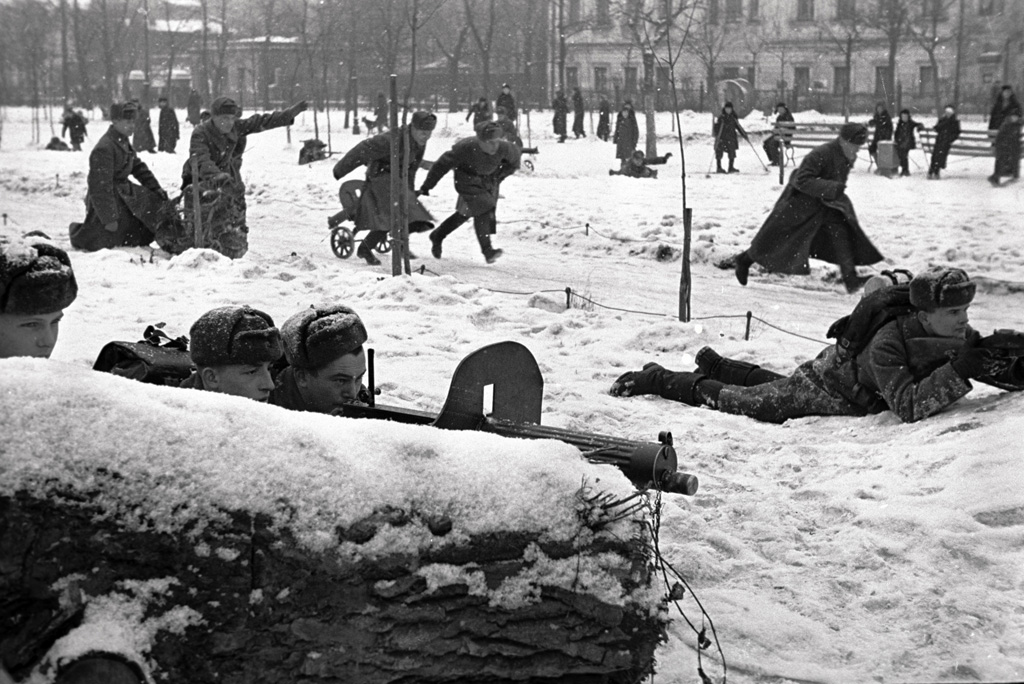